# كيمياء نووية

اضمحلال ألفا هو أحد أنواع الاضمحلال الإشعاعي ، حيث تصدر النواة الذرية جسيم ألفا، وبالتالي تتحول (أو "تتحلل") إلى ذرة مع تناقص العدد الكتلي بمقدار 4 وانخفض العدد الذري بمقدار 2.

الكيمياء النووية هي مجال فرعي للكيمياء، تهتم بالنشاط الإشعاعي والعمليات النووية والتحولات في نوى الذرات، مثل التحويل النووي والخصائص النووية.
وهي كيمياء العناصر المشعة مثل الأكتينيدات والراديوم والرادون جنبًا إلى جنب مع الكيمياء المرتبطة بالمعدات (مثل المفاعلات النووية) التي صممت لأداء العمليات النووية. وهذا يشمل تآكل الأسطح والسلوك في ظل ظروف التشغيل العادي وغير الطبيعي (مثال عليه؛ أثناء وقوع حادث). من المجالات المهمة في علم الكيمياء النووية سلوك الأشياء والمواد بعد وضعها في موقع تخزين أو التخلص من النفايات النووية.
ويشمل دراسة التأثيرات الكيميائية الناتجة عن امتصاص الإشعاع داخل الحيوانات والنباتات الحية والمواد الأخرى. تتحكم كيمياء الإشعاع في الكثير من بيولوجيا الإشعاع حيث أن للإشعاع تأثير على الكائنات الحية على المستوى الجزيئي، لشرح ذلك بطريقة أخرى يغير الإشعاع المواد الكيميائية الحيوية داخل الكائن الحي، ثم يغير تغيير الجزيئات الحيوية الكيمياء التي تحدث داخل الكائن الحي.  يمكن أن يؤدي هذا التغيير في الكيمياء إلى نتيجة بيولوجية في الكائن الحي. نتيجة لذلك، تساعد الكيمياء النووية بشكل كبير في فهم العلاجات الطبية (مثل العلاج الإشعاعي للسرطان) وقد مكنت هذه العلاجات من التحسن.
يتضمن هذا العلم أيضا دراسة إنتاج واستخدام المصادر المشعة لمجموعة من العمليات. وتشمل هذه العلاجات الإشعاعية في التطبيقات الطبية؛ استخدام المواد المشعة في الصناعة والعلوم والبيئة؛ واستخدام الإشعاع لتعديل المواد مثل البوليمرات. كما يشمل دراسة واستخدام العمليات النووية في المجالات غير المشعة للنشاط البشري. على سبيل المثال، يُستخدم التحليل الطيفي بالرنين المغناطيسي النووي (NMR) بشكل شائع في الكيمياء العضوية التركيبية والكيمياء الفيزيائية وللتحليل الهيكلي في الكيمياء الجزيئية الكلية. الكيمياء النووية تعنى بدراسة النواة والتغيرات التي تحدث في النواة، وخصائص الجسيمات الموجودة في النواة وانبعاث أو امتصاص الإشعاع من النواة

## التعليم
على الرغم من الاستخدام المتزايد للطب النووي، والتوسع المحتمل لمحطات الطاقة النووية، والمخاوف بشأن الحماية من التهديدات النووية وإدارة النفايات النووية المتولدة في العقود الماضية، فقد انخفض عدد الطلاب الذين يختارون التخصص في الكيمياء النووية والإشعاعية بشكل كبير. العقود القليلة الماضية. اما الآن مع اقتراب العديد من الخبراء في هذه المجالات من سن التقاعد، ظهرهناك حاجة إلى اتخاذ إجراءات لتجنب حدوث فجوة في القوى العاملة في هذه المجالات المهمة، من خلال بناء اهتمام الطلاب بهذه المهن، وتوسيع القدرة التعليمية للجامعات والكليات، وتوفير المزيد من المعلومات المحددة حول التدريب على الوظيفة.
يتم تدريس الكيمياء النووية والإشعاعية Nuclear and Radiochemistry NRC في الغالب على المستوى الجامعي، وعادة ما يكون في البداية على مستوى الماجستير والدكتوراه. في أوروبا، يتم بذل جهد كبير لتنسيق وإعداد تعليم الكيمياء النووية والإشعاعية للاحتياجات المستقبلية للصناعة والمجتمع. يتم تنسيق هذا الجهد في مشروع ممول من العمل المنسق المدعوم من البرنامج الإطاري السابع للمجتمع الأوروبي للطاقة الذرية. على الرغم من أن NucWik تستهدف المعلمين بشكل أساسي، إلا أن أي شخص مهتم بالكيمياء النووية والإشعاعية مرحب به ويمكنه العثور على الكثير من المعلومات والمواد التي تشرح الموضوعات المتعلقة بـهذا العلم.

## أقسامها
- كيمياء إشعاعية (Radiochemistry).
- كيمياء النظائر (Isotopic chemistry).
- رنين نووي مغناطيسي (Nuclear magnetic resonance).

## الدول المتقدمة في مجال الكيمياء النووية
- الولايات المتحدة.
- المملكة المتحدة.
- روسيا.